# Indianapolis 500 in 2004

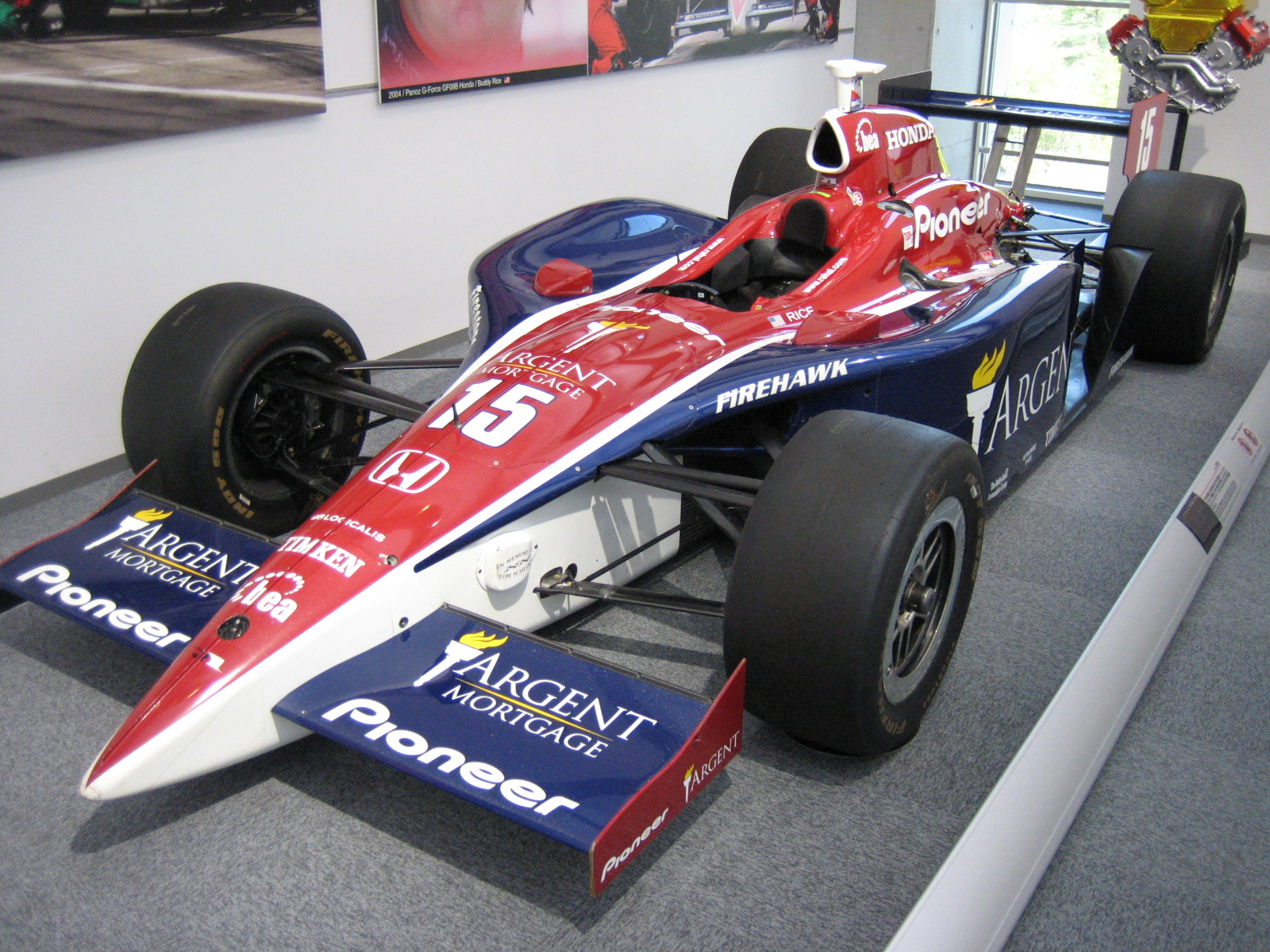
Buddy Rice's winnende Rahal Letterman Racing auto.

De 88e Indianapolis 500 werd gereden op zondag 30 mei 2004 op de Indianapolis Motor Speedway. Het was de negende keer dat de race op de kalender stond van het Indy Racing League kampioenschap en het was de vierde race uit de IndyCar Series van 2004. Het was de zesde race in de Indy 500 geschiedenis die vroegtijdig werd beëindigd door regenweer. Amerikaans coureur Buddy Rice won de race in een wagen van Rahal Letterman Racing. Het was zijn tweede deelname op rij en eerste overwinning.

## Startgrid
Buddy Rice won de poleposition. Britse coureurs Dan Wheldon en Dario Franchitti stonden naast Rice op de eerste startrij. Mexicaans rijder Luis Díaz en Amerikaan Jaques Lazier konden zich niet kwalificeren voor de race. Lazier viel in voor Robby Gordon tijdens de race.
| Rij | Binnen          | Midden            | Buiten           |
| --- | --------------- | ----------------- | ---------------- |
| 1   | Buddy Rice      | Dan Wheldon       | Dario Franchitti |
| 2   | Bruno Junqueira | Tony Kanaan       | Adrián Fernández |
| 3   | Vitor Meira     | Hélio Castroneves | Kosuke Matsuura  |
| 4   | Tomas Scheckter | Sam Hornish Jr.   | Roger Yasukawa   |
| 5   | Scott Dixon     | Mark Taylor       | Darren Manning   |
| 6   | Ed Carpenter    | Al Unser Jr.      | Robby Gordon     |
| 7   | Sarah Fisher    | Scott Sharp       | A.J. Foyt IV     |
| 8   | Larry Foyt      | Bryan Herta       | Alex Barron      |
| 9   | Felipe Giaffone | Toranosuke Takagi | Greg Ray         |
| 10  | Buddy Lazier    | Jeff Simmons      | Richie Hearn     |
| 11  | P.J. Jones      | Marty Roth        | Robby McGehee    |

## Race
Negen verschillende coureurs hebben aan de leiding gereden tijdens de race. Dan Wheldon kwam tijdens de 17e ronde aan de leiding van de race. Kort daarop begon het te regenen en tijdens de 22e ronde werd de race stilgelegd. Tijdens de regenpauze werd coureur Robby Gordon overgevlogen naar de Lowe's Motor Speedway om een race te rijden uit de NASCAR Sprint Cup. Jaques Lazier nam bij de herstart de wagen over maar moest opgeven wegens een mechanisch probleem. Na de herstart werden er ongeveer 125 rondes gereden met een paar neutralisaties tussendoor. In ronde 171 reed Adrián Fernández aan de leiding maar moest dan een pitstop maken, waardoor Buddy Rice weer aan de leiding kwam rijden. Drie ronden later begon het opnieuw te regenen en na zes ronden achter de safety car werd de race in ronde 180 afgevlagd. Buddy Rice won voor Tony Kanaan en Dan Wheldon. Acteur Morgan Freeman bestuurde de safety car tijdens de race.
| #                                                                             | Coureur                    | Auto              | Team                            | Ronden | Opgave     |
| ----------------------------------------------------------------------------- | -------------------------- | ----------------- | ------------------------------- | ------ | ---------- |
| 1                                                                             | Buddy Rice                 | Panoz-Honda       | Rahal Letterman Racing          | 180    |            |
| 2                                                                             | Tony Kanaan                | Dallara-Honda     | Andretti Green Racing           | 180    |            |
| 3                                                                             | Dan Wheldon                | Dallara-Honda     | Andretti Green Racing           | 180    |            |
| 4                                                                             | Bryan Herta                | Dallara-Honda     | Andretti Green Racing           | 180    |            |
| 5                                                                             | Bruno Junqueira            | Panoz-Honda       | Newman/Haas Racing              | 180    |            |
| 6                                                                             | Vitor Meira                | Panoz-Honda       | Rahal Letterman Racing          | 180    |            |
| 7                                                                             | Adrián Fernández           | Panoz-Honda       | Fernandez Racing                | 180    |            |
| 8                                                                             | Scott Dixon                | Panoz-Toyota      | Chip Ganassi Racing             | 180    |            |
| 9                                                                             | Hélio Castroneves          | Dallara-Toyota    | Team Penske                     | 180    |            |
| 10                                                                            | Roger Yasukawa             | Panoz-Honda       | Rahal Letterman Racing          | 180    |            |
| 11                                                                            | Kosuke Matsuura (R)        | Panoz-Honda       | Super Aguri Fernandez Racing    | 180    |            |
| 12                                                                            | Alex Barron                | Dallara-Chevrolet | Team Cheever                    | 180    |            |
| 13                                                                            | Scott Sharp                | Dallara-Toyota    | Kelley Racing                   | 180    |            |
| 14                                                                            | Dario Franchitti           | Dallara-Honda     | Andretti Green Racing           | 180    |            |
| 15                                                                            | Felipe Giaffone            | Dallara-Chevrolet | Dreyer & Reinbold Racing        | 179    |            |
| 16                                                                            | Jeff Simmons (R)           | Dallara-Toyota    | Mo Nunn Racing                  | 179    |            |
| 17                                                                            | Al Unser Jr.               | Dallara-Chevrolet | Patrick Racing                  | 179    |            |
| 18                                                                            | Tomas Scheckter            | Dallara-Chevrolet | Panther Racing                  | 179    |            |
| 19                                                                            | Toranosuke Takagi          | Dallara-Toyota    | Mo Nunn Racing                  | 179    |            |
| 20                                                                            | Richie Hearn               | Panoz-Toyota      | Sam Schmidt Motorsports         | 178    |            |
| 21                                                                            | Sarah Fisher               | Dallara-Toyota    | Kelley Racing                   | 177    |            |
| 22                                                                            | Robby McGehee              | Dallara-Chevrolet | PDM Racing                      | 177    |            |
| 23                                                                            | Buddy Lazier               | Dallara-Chevrolet | Hemelgarn Racing                | 164    | Mechanisch |
| 24                                                                            | Marty Roth (R)             | Dallara-Toyota    | Roth Racing                     | 128    | Ongeval    |
| 25                                                                            | Darren Manning (R)         | Panoz-Toyota      | Chip Ganassi Racing             | 104    | Ongeval    |
| 26                                                                            | Sam Hornish Jr.            | Dallara-Toyota    | Team Penske                     | 104    | Ongeval    |
| 27                                                                            | Greg Ray                   | Panoz-Honda       | Access Motorsports              | 98     | Ongeval    |
| 28                                                                            | P.J. Jones (R)             | Dallara-Chevrolet | CURB/Agajanian/Beck Motorsports | 92     | Ongeval    |
| 29                                                                            | Robby Gordon Jaques Lazier | Dallara-Chevrolet | Robby Gordon Motorsports        | 88     | Mechanisch |
| 30                                                                            | Mark Taylor (R)            | Dallara-Chevrolet | Panther Racing                  | 62     | Ongeval    |
| 31                                                                            | Ed Carpenter (R)           | Dallara-Chevrolet | Team Cheever                    | 62     | Ongeval    |
| 32                                                                            | Larry Foyt (R)             | Panoz-Toyota      | A. J. Foyt Enterprises          | 54     | Ongeval    |
| 33                                                                            | A.J. Foyt IV               | Dallara-Toyota    | A. J. Foyt Enterprises          | 26     | Mechanisch |
| Gemiddelde snelheid : 222,923 km/h - Snelste ronde : Vitor Meira, 351,48 km/h |                            |                   |                                 |        |            |
| Aantal neutralisaties : 8 (56 van de 180 ronden in totaal)                    |                            |                   |                                 |        |            |